# Phaulostylus leucolophus
Phaulostylus leucolophus là một loài nhện trong họ Salticidae.
Loài này thuộc chi Phaulostylus. Phaulostylus leucolophus được Eugène Simon miêu tả năm 1902.